# Уттаракханд
Уттаракханд (гінді उत्तराखण्ड, англ. Uttarakhand) — штат Індії, розташований на півночі країни. Був утворений з гімалайських і передгірних частин штату Уттар-Прадеш 9 листопада 2000, ставши 27-м штатом Індійської Республіки. До кінця 2006 мав назву Уттаранчал, а в січні 2007 отримав сучасну назву.
Уттаракханд має державні кордони із спірними ділянками з КНР і Непалом (на півночі та сході) та внутрішні кордони зі штатами Хімачал-Прадеш і Уттар-Прадеш (на заході та півдні, відповідно). Регіон, де розташований штат, традиційно називався «Уттаракханд», цей термін походить з санскриту та означає «північна країна» або «північний район». Загальна площа штату — 53 566 км².
Тимчасовою столицею штату є Деградун, найбільше місто регіону та кінцева залізнична станція. Як майбутня столиця пропонується невелике селище Ґерсен, розташоване в географічному центрі штату. Проте брак інфраструктури у цьому місці та ресурсів для її створення не дозволяють перенести столицю. Верховний суд штату розташований у місті Найнітал.
Уряд штату в теперішній час вкладає кошти в розвиток дрібного підприємництва та ремісництва для приваблення туристів та в розвиток індустрії інформаційних технологій. У штаті здійснюються кілька проектів будівництва гідроелектростанцій, таких як велика гребля Техрі на річках Бхаґіратхі та Бхіланґна, планування якої розпочалося ще в 1953 році, а зараз її будівництво близьке до завершення. Проекти є достатньо суперечливими, викликають занепокоєння населення й піддаються різкій критиці. Штат також відомий природоохоронним рухом Чіпко та численними іншими соціальними рухами, включаючи власне той, що і призвів до утворення штату.

## Географія

### Розташування

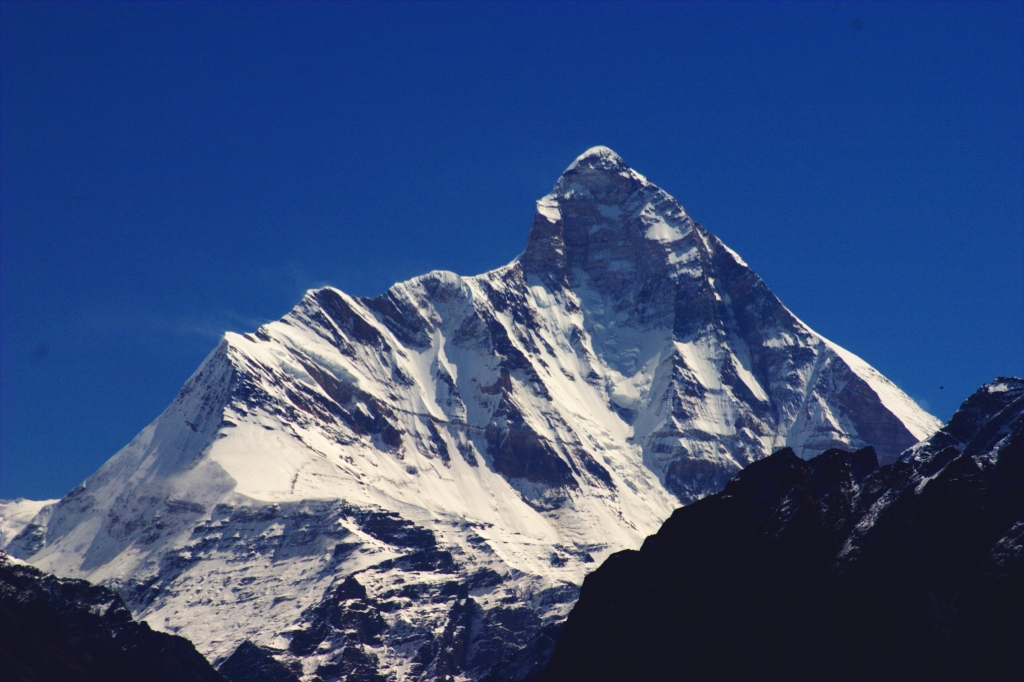
Нанда-Деві, друга за висотою вершина Індії.

Уттаракханд розташований переважно в Гімалаях, покриваючи більшу частину їх смуги, від Індо-Гангської рівнини на південному заході й до майже Тибетського плато на північному сході. Його північно-східні кордони приблизно збігаються з гімалайським вододілом, що проходить по найвищому та найпівнічнішому з трьох головних гімалайських хребтів на цій ділянці. Політично штат межує з КНР, Непалом та індійськими штатами Уттар-Прадеш і Хімачал-Прадеш.
Загальна площа штату Уттаракханд — 53 566 км², з яких 93 % припадає на гірські райони, крім того 64 % вкрито лісами. Більша частина півночі штату припадає на хребти Великих Гімалаїв — тут високі вершини та льодовики перемежаються низовинами, які повністю вкривав густий ліс, допоки впродовж останніх століть частину його не було вирубано. Низовинні ділянки на південному заході штату, так звані Тераї, були вкриті болотами та вологими тропічними лісами. За сучасності докладаються зусилля до відновлення лісового покриву, і в наш час[коли?] вони вже мають помітний ефект.
Річки на території штату стікають переважно на південний захід, у напрямку до центральних районів Індії. Північно-східна межа штату приблизно збігається з гімалайським вододілом. З льодовиків цього району починаються дві найбільші та економічно і культурно найважливіші індійські річки, Ганг і Ямуна.

### Клімат
За кліматом Уттаракханд чітко поділяється на два окремих райони: більший гірський та менший рівнинний. На півночі та північному сході клімат є характерним для гімалайських високогір'їв, де мусони справляють значний вплив на кількість опадів. Але й у межах гір клімат різко змінюється з висотою над рівнем моря.

На південних рівнинах Тераї та пагорбах Шівалік пересічні температури улітку коливаються між 18 °C та 30 °C, зима тут досить помірна. В Середніх Гімалаях літні температури знаходяться в діапазоні між 15 °C та 18 °C, але узимку падають помітно нижче за точку замерзання води. На висотах понад 3 000 м над рівнем моря прохолодно протягом усього року, а взимку ці райони стають недоступними через значний шар снігового покриву, особливо товстий на сході штату, тоді як на заході снігу дещо менше. На південних ділянках Тераї літо дуже спекотне й вологе, температури часто перевищують 40 °C.

### Екорегіони

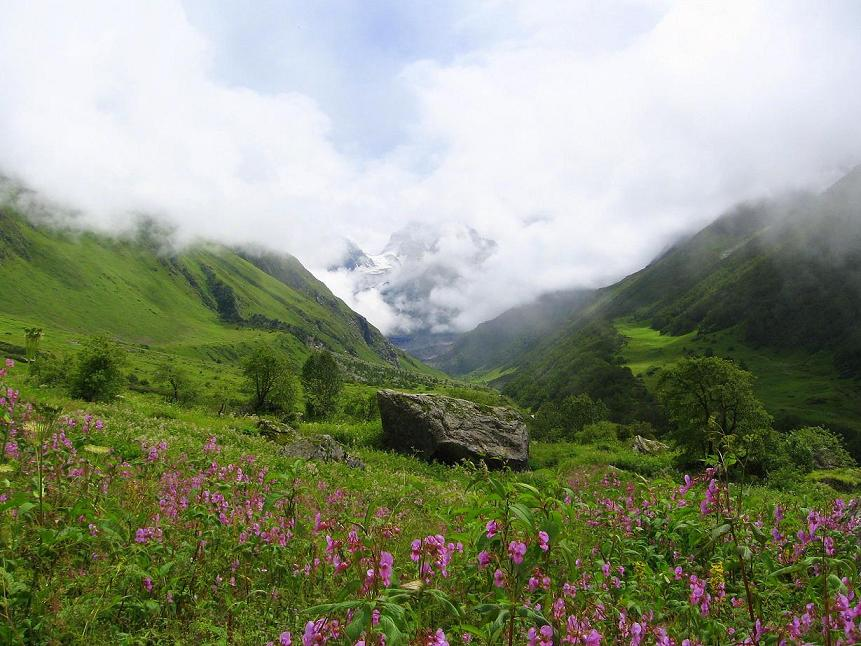
Національний парк Долина Квітів

Оскільки Уттаракханд лежить на схилах Гімалаїв, клімат та рослинність істотно змінюються залежно від висоти над рівнем моря, від льодовиків та засніжених пустель на найбільших висотах до вологих тропічних лісів на найменших. На висоті між 5000 і 3000-3500 м над рівнем моря лежить екорегіон західногімалайських альпійських чагарників та лук, в якому тундрова і лучна рослинність поступово змінюється на зарості кущів з домінуванням рододендрону. На висотах між 2600 до лінії лісу на висоті близько 3000 м починаються західногімалайські субальпійські хвойні ліси. Нижче, до висоти 1500 м, лежить смуга західногімалайських широколистяних лісів. Нижче за 1500 м починаються сухіша савана Тераї-Дуар та вологі вічнозелені ліси рівнин верхів'їв Гангу, цей регіон відомий як Бхабхар. Ці низовинні ліси майже повністю зведені для потреб сільського господарства, але кілька ділянок збереглося.

### Флора і фауна

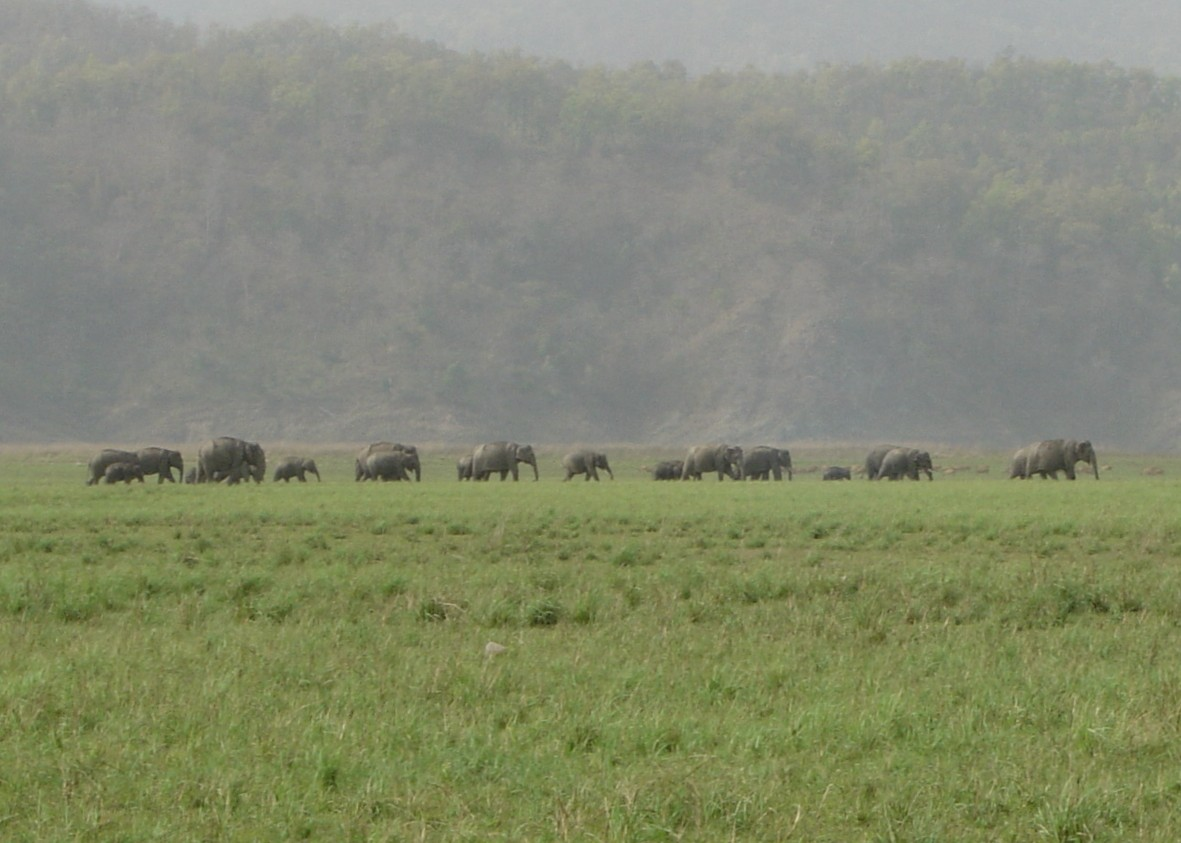
Індійські слони в Національному парку Джім-Корбетт

Біорізноманіття штату досить велике, багато в чому через існування священних або важкодоступних лісових ділянок. Більшість видів тварин однак досить типові для всього північно-гімалайського регіону. Екосистема штату є батьківщиною великого числа тварин, таких як блакитний баран, сніжний барс, леопард, бенгальський тигр. Серед рідкісних видів птахів поширений ягнятник.
Рослинний світ також містить велике число видів, у тому числі ендемічних і рідкісних, багато з яких використовуються місцевим населенням як лікарські засоби. Достатньо велике число альпійських лук міститься в Ґархвалі. Різноманіття рослин особливо велике через значну кількість висотних поясів, які охоплює територія штату.
Як і решта індійських штатів, Уттаракханд має декілька символів з числа представників його флори та фауни. Так, твариною штату традиційно вважається кабарга, птахом штату — монал, деревом — рододендрон, квіткою — соссюрея.

### Природоохоронні території
У штаті розташовані декілька національних парків та інших природоохоронних територій, зокрема найстаріший в Індії Національний парк Джім-Корбетт в окрузі Найнітал; Долина Квітів і Нанда-Деві в окрузі Чамолі — обидва внесені до списку Світової спадщини ЮНЕСКО; Раджаджі в окрузі Харідвар; Ґовінд-Пашу-Віхар і Ґанґотрі в окрузі Уттаркаші, Бінсар в окрузі Алмора, Кедарнатх в округах Чамолі і Рудрапраяґ.

## Історія

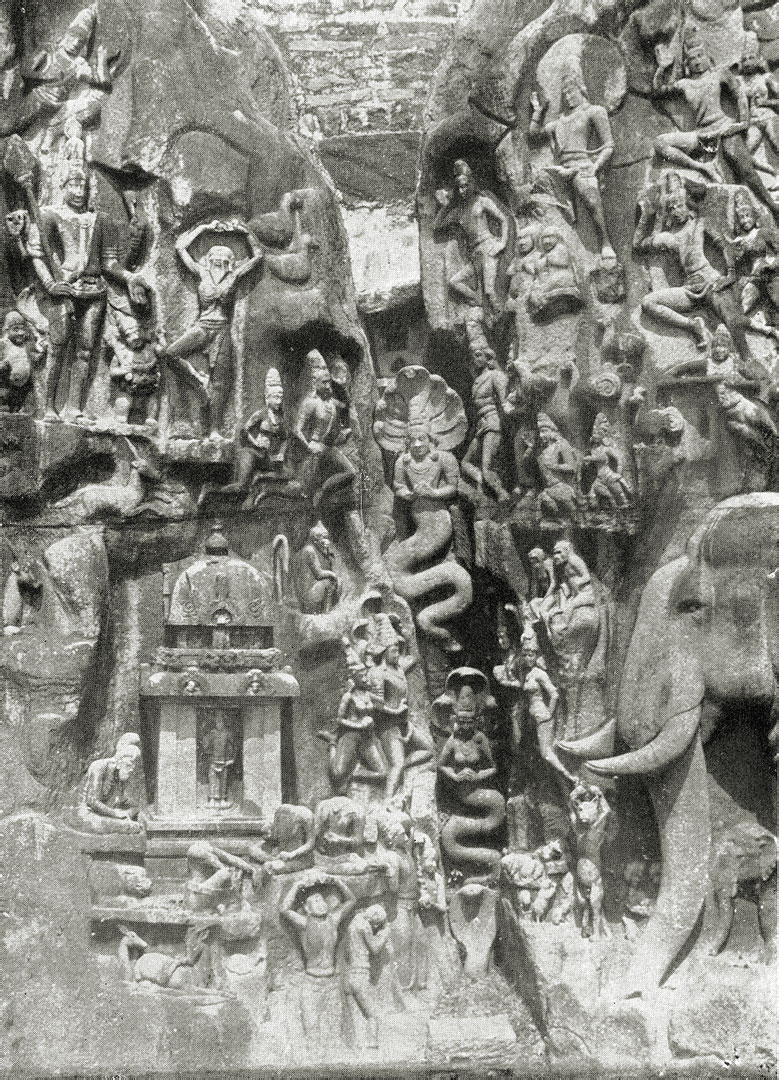
Принц Бхаґіратха у покаянні за спасіння 60 тис. своїх предків

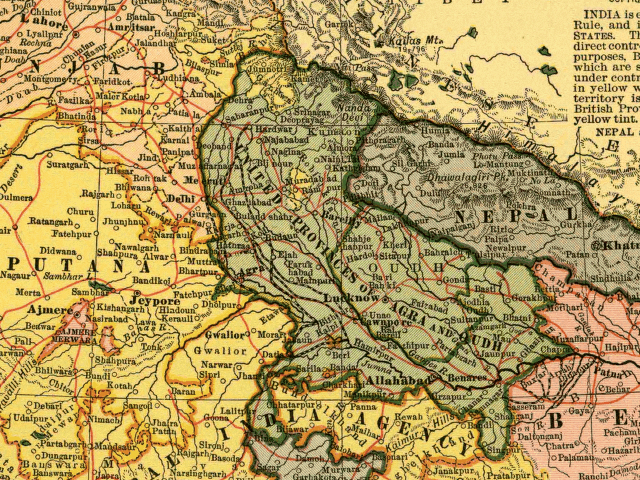
Уттаракханд у складі Об'єднаних провінцій, 1903 рік.

Назва «Уттаракханд» є не тільки сучасною назвою штату, але й стародавньою назвою цього історичного регіону, що дослівно означає «північна країна» або «північна частина» мовою санскрит. Ця назва згадувалася в найстаріших індуїстських текстах як об'єднуюча для країв Кедаркханд і Манаскханд. В пуранічних текстах Уттаракханд описується як центральна ділянка індійських Гімалаїв. Гори та долини регіону в стародавні часи асоціювалися із Сварґою — місцем помешкання богів та джерелом священної річки Ганг. Навіть зараз регіон часто називають «оселею богів» (Devbhumi) завдяки численним місцям паломництва вірників-індусів.
Регіон, ймовірно, був спочатку заселений народом кол, аборигенним народом аустроазійського фізичного типу, до якого пізніше приєдналися індоарійські племена кхас, що переселилися з північного заходу протягом ведичного періоду. На той час територія сучасного Уттаракханду вже мала релігійне значення, її часто відвідували ріші та садху. За легендою мудрець В'яса написав Махабхарату саме тут, а Пандави також неодноразово зупинялися у цьому районі. Серед перших відомих династій, що правили як Ґархвалом, так і Кумаоном, могли бути Кунінди в 2-му столітті до н. е., на що вказують знахідки монет цієї держави, хоча достеменно ці скарби можуть вказувати лише на активні торговельні відносини між регіонами. В будь-якому випадку, рання форма шайвізму, прихильниками якої були монархи Кунінди, почала розповсюджуватися і на територію Уттаракханду. Значне місце в тогочасній економіці району посідала торгівля сіллю з Тибетом. В Калі у західній частині Ґархвалу був встановлений один з едиктів Ашоки, що свідчить про проникнення до регіону в ті часи буддизму. Тут були поширені й місцеві анімістсько-шаманські ритуали, що відрізнялися від домінуючої ведичній релігії. Через діяльність Аді Шанкари, у Ґархвалі й Кумаоні був остаточно встановлений брахманізм, що закріпився через міграцію мешканців інших частин Індії у рівнинні райони регіону.
Приблизно у 7 столітті повну владу в регіоні отримала династія Катьюрі народу кхас, що правила до кінця 10 століття, переважно з долини Катьюр (зараз Байджінатх) у Кумаоні. З 11 століття регіон перебував у стані безвладдя, і до 14 століття владу було поділено між численними гілками династії Катьюрі. Протягом цього періоду у гірських районах регіону оселилося багато представників гімалайських народів, так званих кірата, тибето-бірманської мовної групи, що ймовірно стали основою сучасних народів бхотія, раджі і тхару.

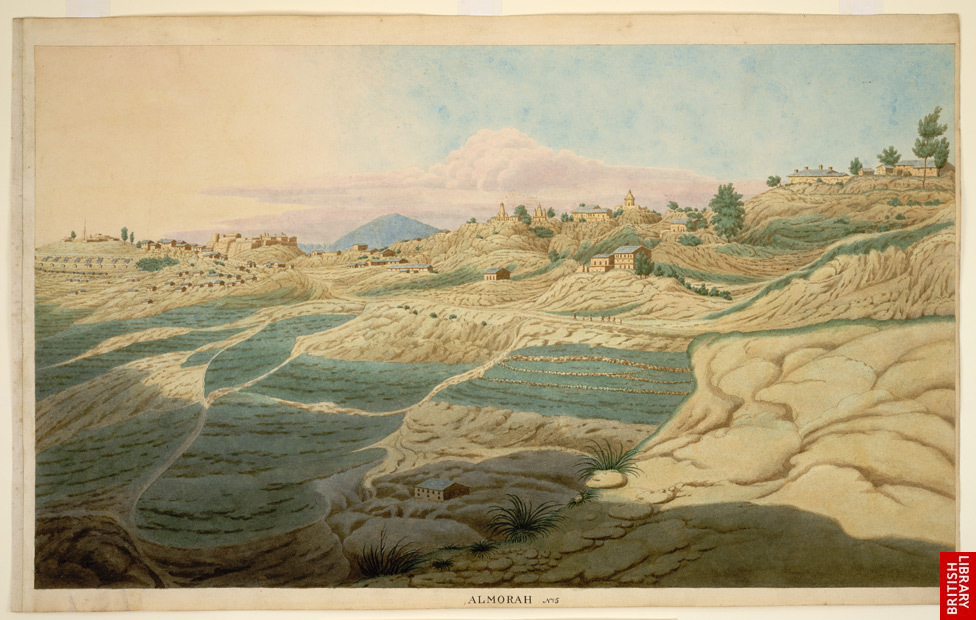
Форт Алмори в 1815 році

Упродовж більшої частини середньовічного періоду, регіон був об'єднаний з королівством Ґархвалом на заході та королівством Кумаоном на сході. В 13-18 століттях Кумаон досяг розквіту під владою династії Чанд, що походила з рівнинної Індії. Протягом цього періоду розвитку набули науки та нові форми мистецтва, такі як школа живопису Пахарі. Ґархвал, у свою чергу, був об'єднаний під владою династії Пармар-Панвар, що також прибула з рівнин разом з хвилею мігрантів брахманів і раджпутів. В обох випадках зміна влади від Катьюрі до нових династій пройшла мирно, через шлюби між представниками місцевих та нових династій.
У 1779 через династичні суперечки Кумаон опинився у стані безвладдя і був захоплений ґархвальцями, які, однак, протрималися лише сім років, до 1786 року. А вже у 1791 Кумаон підкорила непальська імперія Гурхів захопивши його столицю Алмору. В 1803 був підкорений і Ґархвал, ослаблений голодом та землетрусом 1790-х років. Проте непальці правили в Уттаракханді недовго — в результаті Англо-непальської війни, за умовами Суґаульського договору 1816 року, територія перейшла під контроль Ост-Індської компанії, а на її частині було відновлене Князівство Техрі, хоча і залежне від британців.

### Після здобуття Незалежності Індії
Після здобуття незалежності Індією, князівство Техрі та британські володіння на території регіону увійшли до складу штату Уттар-Прадеш, де складали регіон Кумаон, а з 1968 року — регіони Ґархвал і Кумаон. До 1998 року Уттаракханд залишався виключно географічним регіоном, що не мав політичної ідентичності.
Ще з часів Британської Індії певні кола Уттаракханду почали виступати за його відокремлення, але формально рух за самовизначення був розпочатий 1957 року колишнім князем Техрі, на той час членом Парламенту Індії, Манавендра Шахом. Пізніше в русі взяли участь і різноманітні політичні партії, перш за все Уттаракханд Кранті Дал (Революційна партія Уттаракханду), що діяла від 1979 року. Хоча Ґархвал і Кумаон традиційно були суперниками, мали відмінності у культурі та різний етнічний склад, географічна близькість та переважно спільна економіка, культура, мова і традиції об'єднували регіони та спонукали їх виступати разом у русі за самовизначення. Ці зв'язки сформували основу нової політичної ідентичності Уттаракханду, що об'єднала як регіональні, так і національні політичні партії, які в 1994 році виступили з вимогами заснування окремого штату в межах Індійської Республіки. Важливим епізодом цього періоду стала стрілянина в Рампур-Тірахі проти ночі 1 жовтня 1994 року, що отримала значний резонанс. В результаті, 24 вересня 1998 року Законодавчі збори штату Уттар-Прадеш прийняли Біль реорганізації Уттар-Птадешу, що привів до утворення нового штату, виникнення якого було закріплене Союзним парламентом у Акті реорганізації Уттар-Прадешу 2000 року й остаточно відбулося 9 листопада того ж року — відтак, Уттаракханд став 27-мим штатом Індії під назвою Уттаранчал.
Під час поділу Уттар-Прадешу новоутворений штат було названо «Уттаранчал». Бхаратія джаната парті, що проводила реорганізацію, обрала цю назву як менш сепаратистську і релігійно нейтральнішу. Проте нова назва не прижилася, паралельно все одно використовувалася назва Уттаракханд. Крім того, схожий рух виник у штаті Джхаркханд. Як наслідок, в серпні 2006 року, Кабінет міністрів Індії ухвалив перейменування штату на Уттаракханд, що було затверджено у жовтні того ж року.

## Державний устрій

### Адміністративний поділ
Уттаракханд поділяється на 13 округів, об'єднаних у два регіони Ґархвал і Кумаон. Список округів та їх найважливіші міста наведені нижче.
| #  | Округ             | Найважливіші міста           | Карта |
| -- | ----------------- | ---------------------------- | ----- |
| 1  | Уттаркаші         | Уттаркаші                    |       |
| 2  | Чамолі            | Ґерсен, Ґопешвар             |       |
| 3  | Рудрапраяґ        | Рудрапраяґ                   |       |
| 4  | Техрі-Гархвал     |                              |       |
| 5  | Деградун          | Деградун, Рішікеш, Масурі    |       |
| 6  | Паурі-Ґархвал     | Котдвара, Срінаґар           |       |
| 7  | Пітхораґарх       | Пітхораґарх                  |       |
| 8  | Баґешвар          | Баґешвар                     |       |
| 9  | Алмора            | Алмора                       |       |
| 10 | Чампават          |                              |       |
| 11 | Найнітал          | Халдвані, Найнітал, Рамнаґар |       |
| 12 | Удхам-Сінґх-Наґар | Кашіпур, Рудрапур            |       |
| 13 | Харідвар          | Харідвар, Руркі              |       |

### Уряд і політика
Виконавчу гілку влади в уряді штату очолює головний міністр. Чинним, п'ятим, головним міністром станом на листопад 2009 року є Рамеш Покхріял. Він був призначений на посаду губернатором штату Б. Л. Джоші 27 червня 2009 року. Останні вибори у законодавчий орган, Законодавчі Збори пройшли 21 лютого 2007 року. Законодавча більшість була утворена Бхаратія джаната парті, що набрала 34 місця з 70. Проте, не маючи абсолютної більшості, вона змушена була утворити коаліцію з партією Уттаракханд Кранті Дал і трьома незалежними депутатами. Опозиція сформована Індійським Національним Конгресом, що має 21 місце в парламенті.

## Демографія
| Зміна кількості населення (тис. осіб) |
| ------------------------------------- |

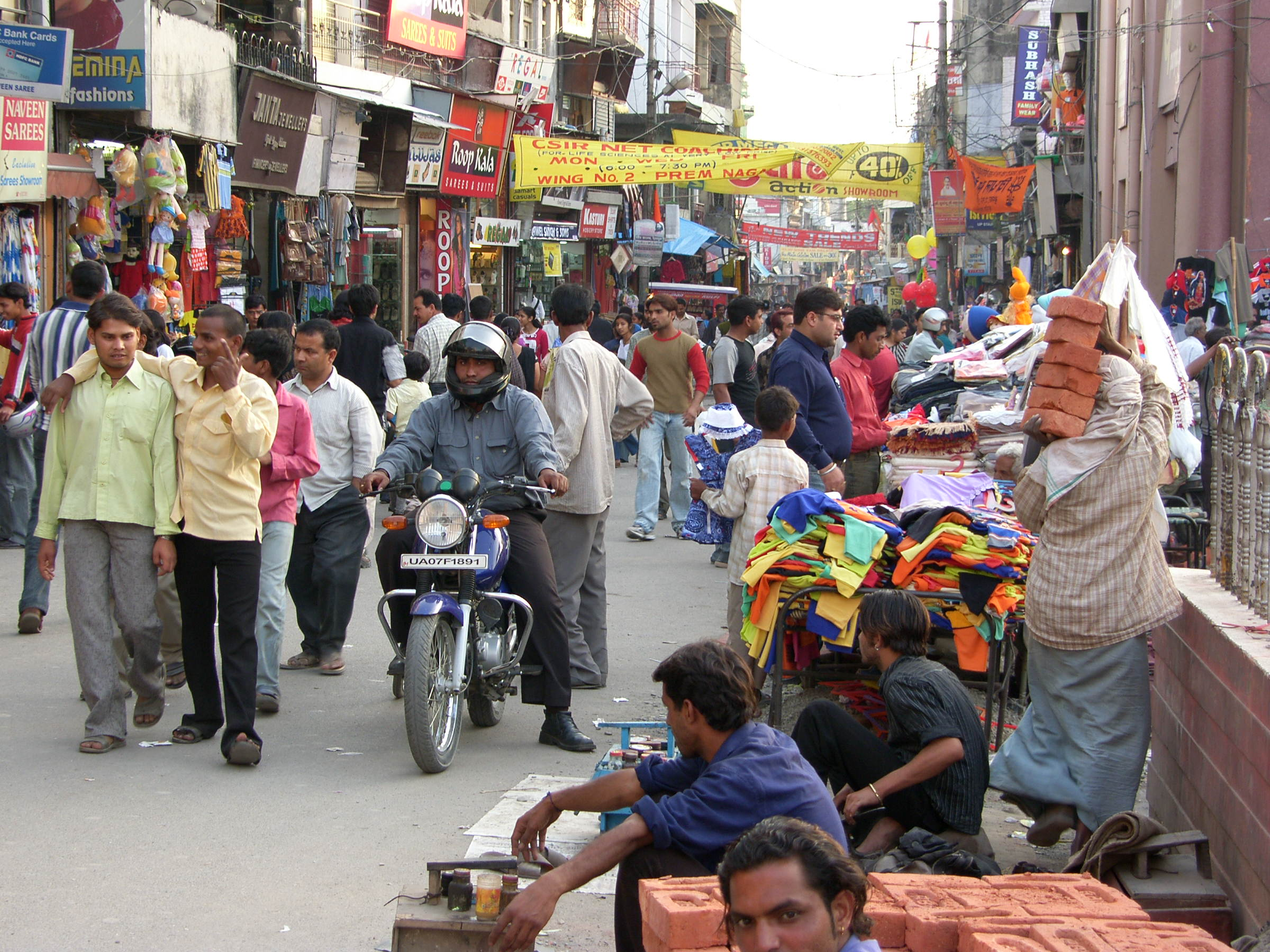
Торгова вулиця в Деградуні

Згідно з переписом 2001 року населення Уттаракханду становило 8,48 млн осіб. Очікується, що в 2011 році чисельність населення перевищить 10 млн. Місцевих мешканців називають за регіоном, де вони проживають, ґархвалі (ґархвальцями) або кумаоні (кумаонцями). Іншою великою етнічною групою штату є ґуджари, переважно скотарі південного заходу смуги Тераї.
Основними мовами регіонів штату є, відповідно, діалекти кумаоні і ґархвалі групи пахарі. Невеликими громадами також використовуються діалекти джаунсарі (на заході) і бхотія (на півночі). Міське населення найчастіше спілкується мовою хінді.
Релігійний склад населення штату приблизно відповідає загальнонаціональному. Більшість населення — індуси — 85,0 %, мусульмани — 10,5 %, сикхи — 2,5 %, християни, буддисти, джайни та інші — 0,5 %. Співвідношення кількості чоловіків до кількості жінок у штаті становить 0,964, рівень грамотності 72 % (вище за національний, 61 %). Найбільші міста штату: Деградун (530 263), Харідвар (220 767), Халдвані (158 896), Руркі (115 278) і Рудрапур (88 720). Урядом зареєстровано 15 620 селищ і 81 місто.
Трьома найбільшими кастами, що традиційно існували на території штату, є брахмани, раджпути і шилпкари. Брахмани займалися проведенням релігійних обрядів та бюрократією; раджпути займалися обороною, охороною порядку, володіли землями; шилпкари займалися сільським господарством та ремісництвом.

## Економіка

### Виробництво

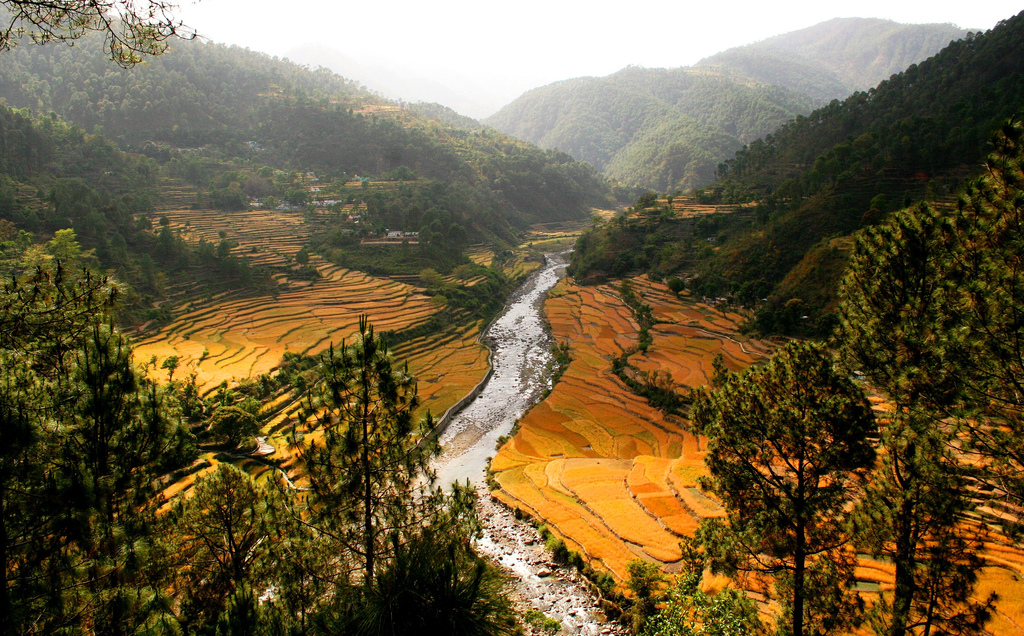
Сільськогосподарські тераси на схилах біля міста Рішікеш

Валовий внутрішній продукт штату станом на 2004 рік склав $6 млрд. доларів США. Порівнюючи зі штатом Уттар-Прадеш, від якого відділився Уттаракханд, це становить близько 8 % від загального ВВП, тоді як населення Уттаракханду — лише 4 %.
Виробнича складова економіки штату переважно складається із сільського господарства — близько 2/3 виробничого сектора, порівняно з 20 % у промисловості. У гірських районах штату промисловість відсутня взагалі, виробництво можливо лише у невеликих сімейних ремісницьких цехах. Сільське господарство ґрунтується на вирощуванні харчових зернових культур, в гірських районах переважно для місцевого споживання, у рівнинних (Деградун, Удхам-Сінґх-Наґар, Харідвар) — також на експорт.
Важливою галуззю економіки штату є добувна промисловість. Тут добуваються вапняк, доломіт, магнезит, мідь, графіт, гіпс. Розвинута також заготівля лісу.
Починаючи з 2003 року промисловість, хоча зараз і слабка, проходить період швидкого росту завдяки значному стимулюванню з боку уряду. Корпорація промислового розвитку штату (State Industrial Development Corporation) заснувала сім промислових парків в рівнинній смузі штату, що приваблюють підприємства різноманітного напрямку. Найрозвинутішими галузями є цукрова промисловість, виробництво паперу, тканин, обробка пшениці і рису, фармацевтика, обробка каменю та металів. В гірських районах також будується кілька гідроелектростанцій. Проте розвиток промисловості залишається незбалансованим, він відбувається лише в рівнинних районах, що викликає суттєву внутрішню міграцію з гір.

### Туризм

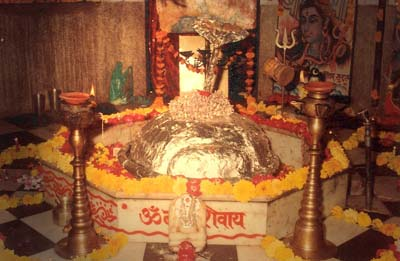
Монастир Шрі-Бхіма-Шанкар-Мохадев у місті Кашіпур

Найбільшою складовою економіки штату є не виробничий сектор, а туризм — відпочинок, пошук пригод та паломництво — розвинулися тут з найдавніших часів і зараз продовжують грати важливу роль в економіці штату.
Національний парк Джім-Корбетт та гірські станції Найнітал, Масурі, Алмора, Каусані, Бхімтал і Ранікхет належать до найпопулярніших місць відпочинку в Індії. Численні гірські вершини, найвищою з яких є Нанда-Деві, приваблюють альпіністів, любителів гірських походів та скелелазання. У штаті знаходяться національні парки Долина Квітів і Нанда-Деві, що входять до списку Світової спадщини ЮНЕСКО. Загалом штат є одним з найпопулярніших в країні місць для альпінізму та гірського туризму, походів, рафтингу, екотуризму і агротуризму.

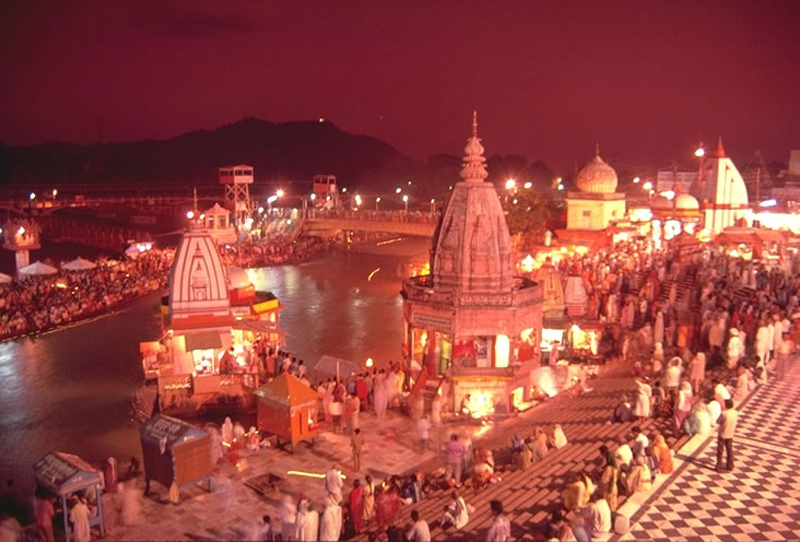
Вечірня молитва на Харі-лі-пайті на березі річки Ганг, Харідвар.

Уттаракханд за традицією називається «оселею богів» (Devbhumi) та є одним з найбільш священних для індусів місць паломництва. Уже понад дві тисячі років паломники відвідують регіон з надію досягти спасіння та очищення у храмах Ґанґотрі і Ямунотрі, збудованих на джерелах річок Ганг і Ямуна у високогір'ях штату, храмах Бадрінатх (присвячений Вішну) і Кедарнатх (присвячений Шиві), що разом входять до паломницького маршруту Чота-Чаар-Дхам, одного з найсвященніших маршрутів індуїзму. Місто Рішікеш біля Харідвара вважається одним з головних центрів йоги в Індії, що, поряд із самим Харідваром, також є популярним місцем паломництва. У Харідварі кожні 12 років проходить фестиваль Кумбха-Мела, на який збираються мільйони паломників зі всього світу. Місцевість Хемкунд у Гімалаях має велике значення для сикхів, а храм Хааткаліка у місті Ґанґоліхат — для шактистів. Окрім цього у штаті є велика кількість інших храмів, більшість з яких присвячені різним проявам Шиви і Дурґи, а згадки про них належать до найстаріших легенд та текстів індуїзму. Архітектура більшості з цих храмів типова для Гімалаїв та відрізняється від решти Індії. Особливо виразні архітектурні риси найстаріших храмів Джаґешвара. Тибетський буддизм також має значення у штаті — нещодавно неподалік від Деградуна була відновлена філія монастиря Міндролінґ із найвищою у світі буддистською ступою.

### Транспорт

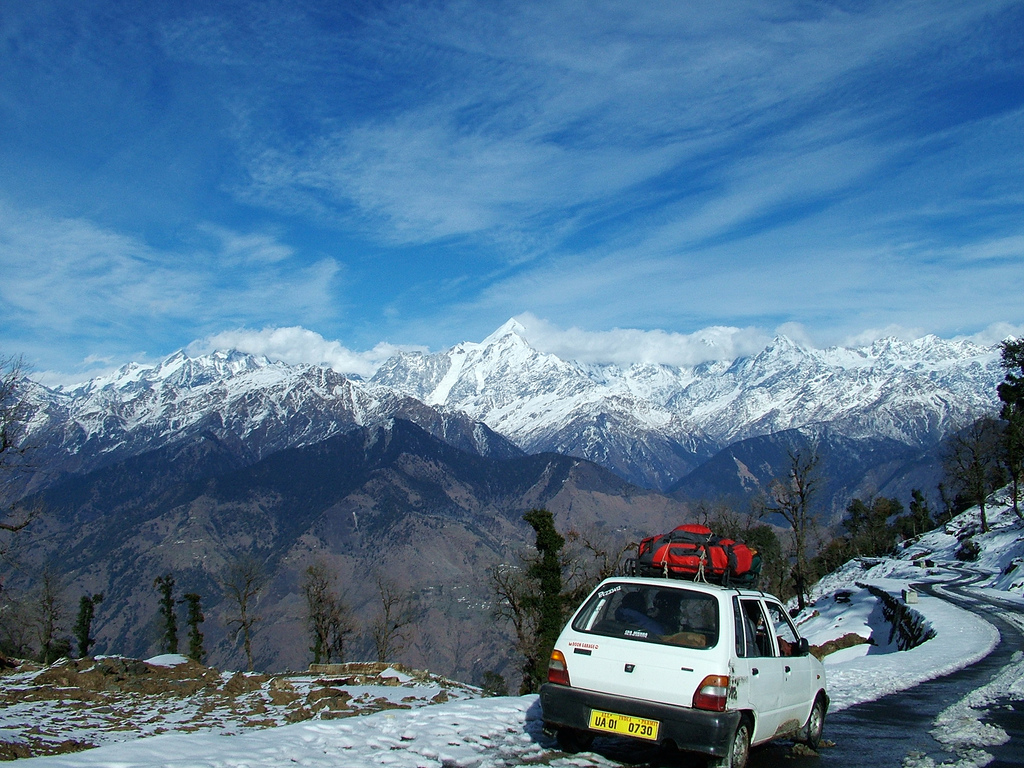
Дорога в Кумаоні

Транспортна система Уттаракханду досить розвинута та надійна. Багато різних видів транспорту сполучають штат з іншими частинами Індії. Зв'язки між містами штату також швидкі та зручні. Тут є добрі автомобільні дороги, залізниці та аеропорти, що обслуговуються як державними, так і приватними компаніями. Рух транспорту в гірських районах, однак, дещо ускладнюється узимку через значну кількість снігу.
Місцевий транспорт перш за все здійснюється державними автобусами, таксі та «авторикшами». Ці «рикші» доступні як у рівнинних, так і у гірських районах. На певних ділянках працює оренда коней.
Досягти штату з інших районів Індії можна літаком, поїздом або автомобільними дорогами. Тут діють два аеропорти, біля столиці штату міста Деградун та біля міста Пантанґар в Кумаоні. З обох здійснюються рейси до Делі та інших великих міст Індії, де можна зробити пересадку на міжнародні рейси.
Залізничний транспорт переважно обмежений рівнинними районами штату, зокрема залізницями сполучені Деградун та інші найбільші міста. Головними станціями є станції міст Деградун, Катхґодам і Рамнаґар.
Шосейні дороги прокладені до більшості навіть невеликих міст штату, на них працюють автобуси та таксі. Далекі маршрути сполучають Деградун з Делі та іншими великими містами рівнинної Індії. Найзручніший засіб транспорту, таксі, досить доступний для туристів. При бажанні пересуватися незалежно легко взяти напрокат автомобіль. З іншими штатами Уттаракханд сполучають Національні автодороги 58, 73, 74 і 87.

## Культура

### Ярмарки та фестивалі

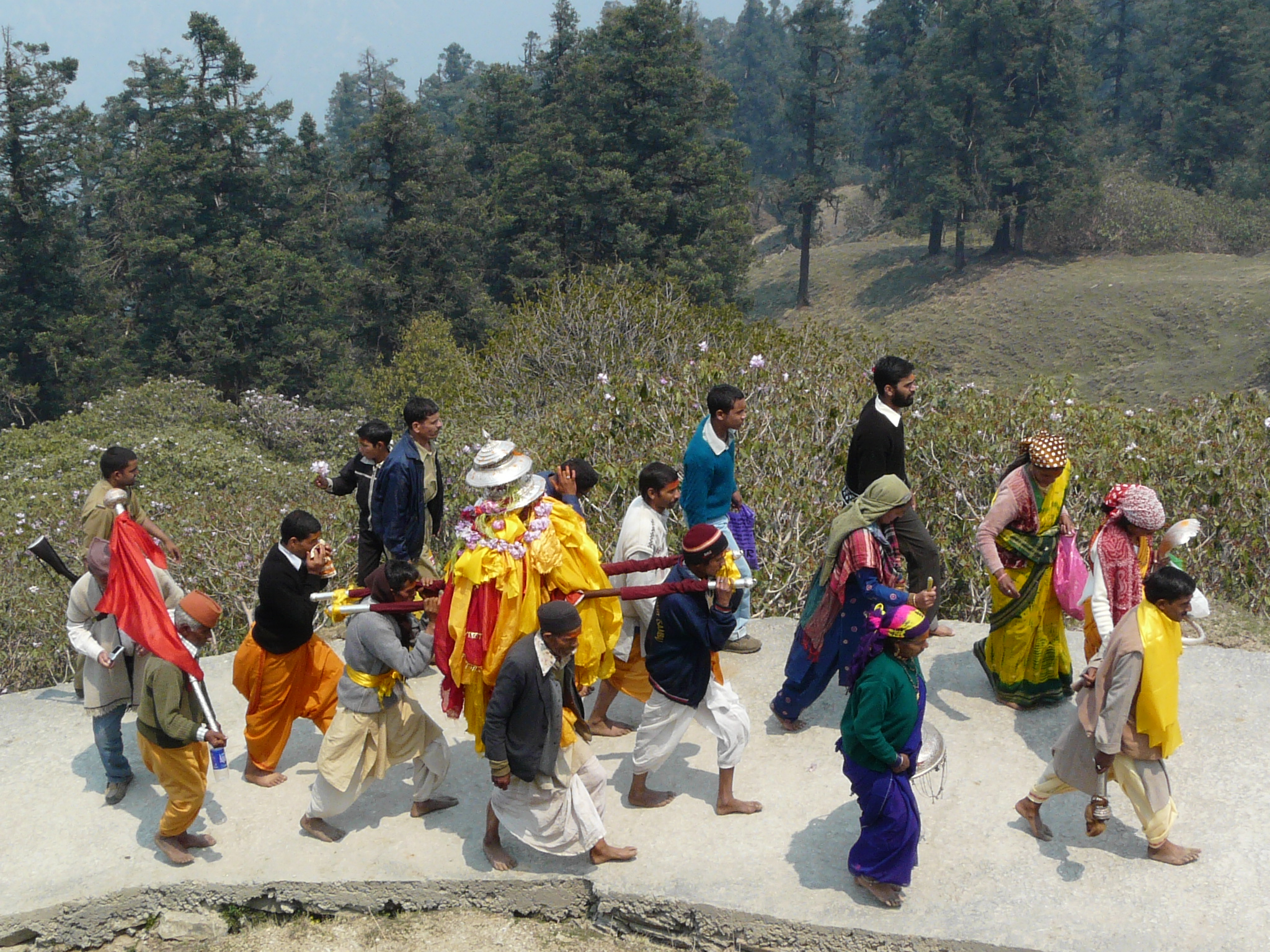
Церемонія повернення ідолу до храму Тунґнатх після зимування у підніжжя гір

Для культури штату характерні численні ярмарки і фестивалі, тісно пов'язані з релігійною та економічною активністю регіону. На всіх цих подіях виконуються народні пісні й танці, якими штат дуже багатий. До розвитку дорожньої системи ці події часто були єдиною можливістю зустріти своїх родичів. Головними з економічної точки зору ярмарками є ярмарки у Джаудібі, Тхалі і Баґешварі, тоді як з культурної точки зору — у Дварахаті, Сільді і Девідхурі. Також у штаті проводяться фестивалі на всі головні індійські свята, що робить череду святкувань майже неперервною.

### Кухня
Уттаракханд відомий своєю кухнею, а одним з видів туризму у штаті є кулінарний. Загалом їжа тут багата на калорії та поживні речовини, компенсуючи традиційно високі витрати енергії під час сільськогосподарських робіт в горах та протягом холодної зими. Типи їжі залежать від культурних традицій населення та дещо відрізняються на території штату. Тут поширені як вегетаріанські страви, так і страви з м'ясом. Від сусідніх районів кухню відрізняє невелике використання молока і молочних продуктів через нестачу пасовищ для великої рогатої худоби.
Найпоширеніші страви з рисом, але більше за нього цінується сочевиця. Відомими стравами з неї та інших бобів є бхатт (страва з сої) і рудий суп ґахат або кулатх, бадіс (страва у вигляді кульок із висушеного з ураду) та їхня менша версія манґоді з бобів мунг — всі ці страви споживаються переважно узимку. Також у кулінарії широко використовується гречка. Помідори майже не входять до місцевого раціону, а їжа готується на гірчичній олії або топленому маслі. Насіння коноплі вживається тут як спеції.

### Засоби масової інформації
Як і в інших штатах Індії, уряд Уттаракханду намагається розвивати власну пресу, популярності якої сприяє відносно високий рівень грамотності. Зараз в Уттаракханді видається 31 щоденна газета, більшість — у містах рівнинних районів, але деякі у передмістях. Здебільшого газети зосереджуються на місцевих новинах, орієнтуючись на місцеве населення. Проте, якість більшості газет істотно поступається центральноіндійським газетам, а прибутковість видавничої справи у штаті залишається дуже низькою, про що свідчить невелика кількість реклами. Найпопулярнішими місцевими газетами є The Hawk, що видається у Деградуні і Харідварі англійською мовою та мовою хінді, і Valley Mail, хіндімовна з англійською назвою. Також популярні The Himachal Times, відома своїм стилем викладання новин, та газета оголошень Doon Classified.
Телебачення у штаті дуже популярне і є одним з головних джерел розваг для його мешканців. Проте місцевих каналів у штаті немає, всі канали або загальноіндійські, або ретранслюються із сусідніх штатів країни. Існує думка, що розвиток телебачення витісняє народні танці та пісні, приводячи до їхнього вимирання у містах. З радіостанцій у штаті діє лише загальноіндійська All India Radio, особливо популярна у сільських районах.

### Освіта

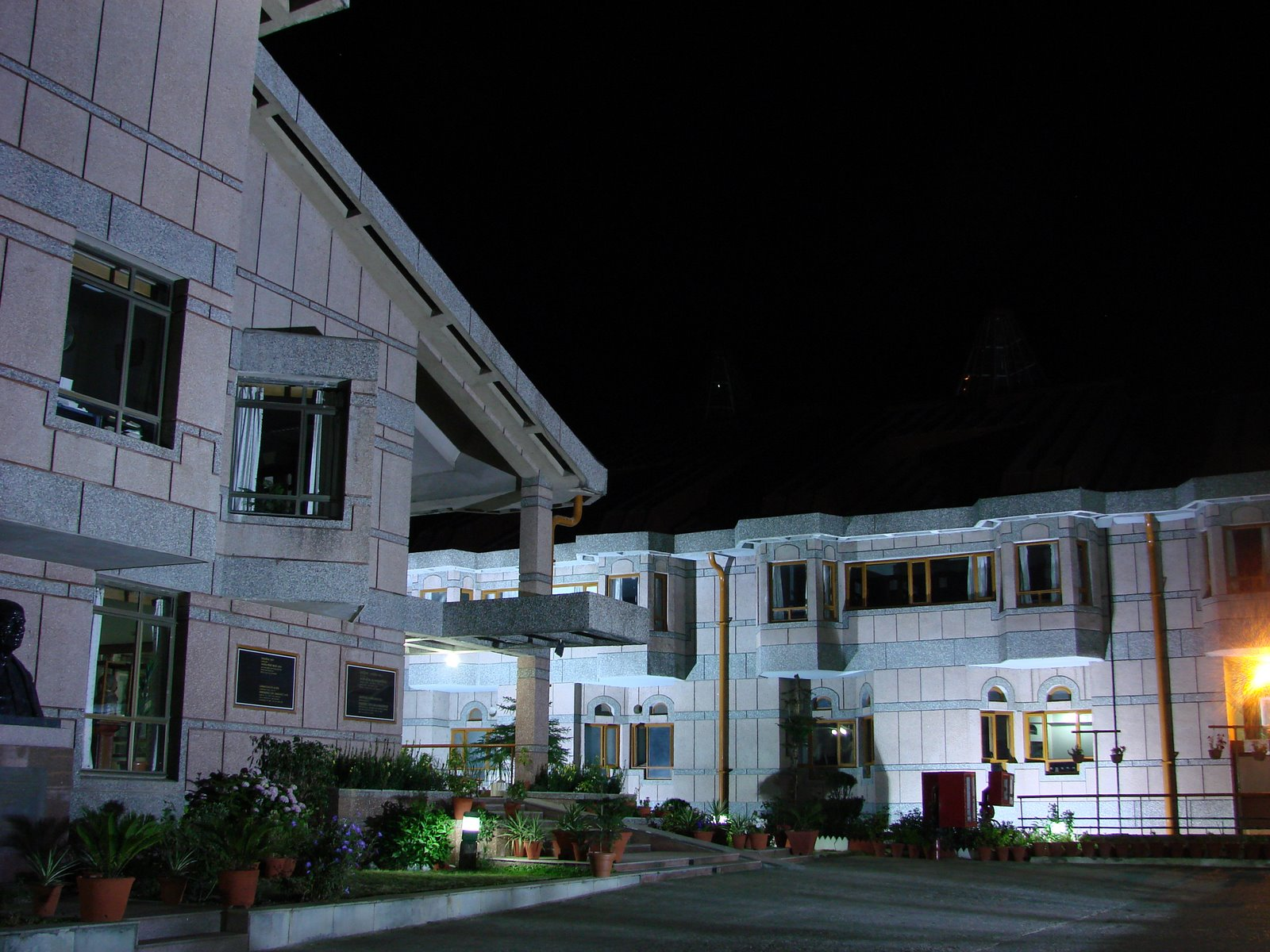
Національна академія адміністрації імені Лала Бахадура Шастрі в Масурі

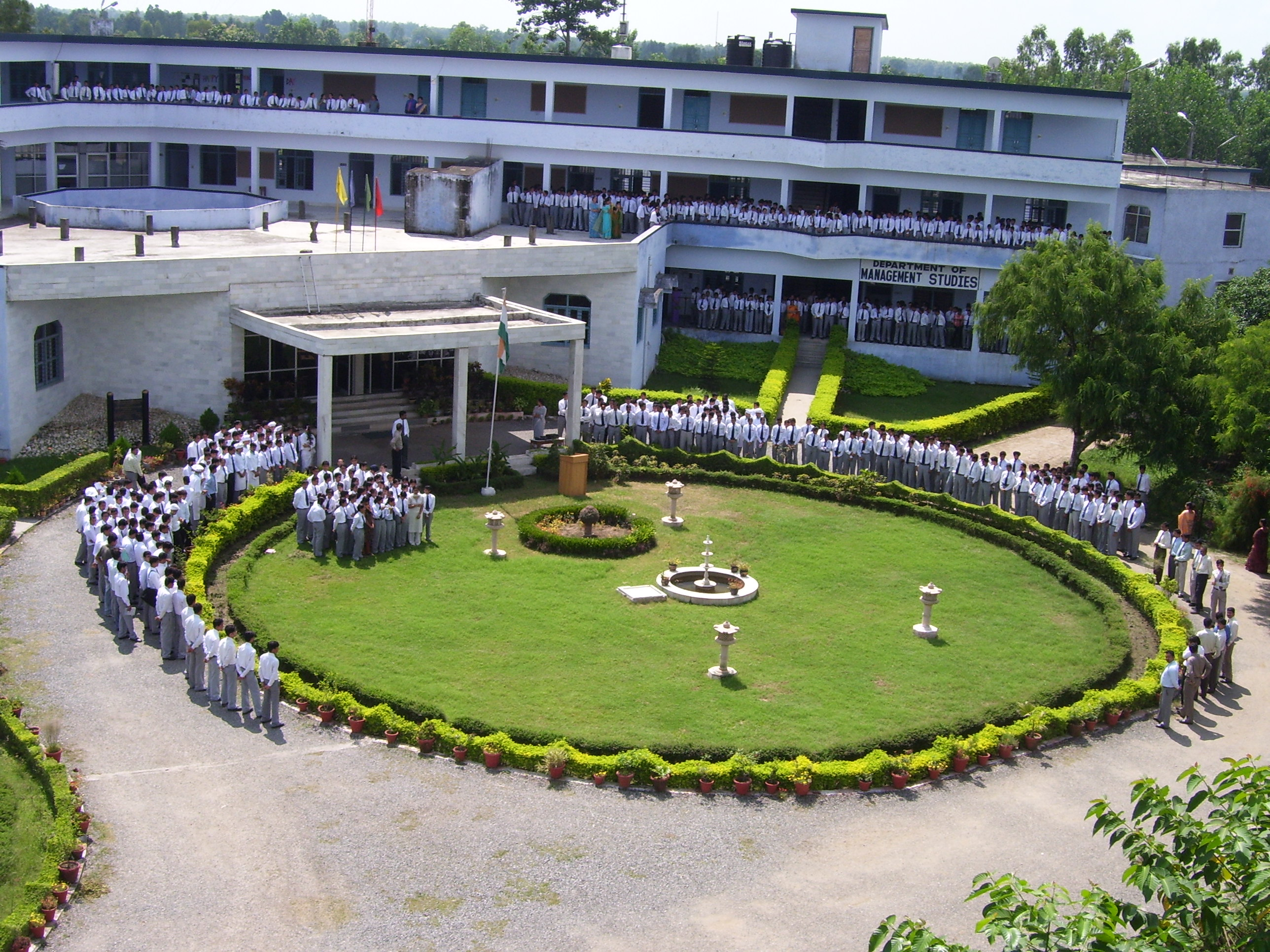
Інститут Амрапалі в Халдвані

В Уттаракханді знаходяться кілька освітніх установ національного і світового значення. Міста Деградун, Масурі і Найнітал часто вважаються одними з найкращих освітніх центрів країни. Зокрема, одним з найстаріших технічних вищих навчальних закладів в Азії є кампус Індійського технологічного інституту в Руркі (раніше Університет Руркі). Крім нього, важливими вищими навчальними закладами є:
- Індійська військова академія в Деградуні,
- Університет ICFAI (інститут дипломованих фінансових аналітиків) в Деградуні (філія),
- Інститут дослідження лісу в Деградуні,
- Ґархвальський універсиет імені Хемваті Нандана Бахуґуни в Срінаґарі,
- Кумаонський університет в Найніталі та Алморі,
- Університет сільського господарства і технології імені Ґовінда Баллабха Панта в Пантанґарі,
- Університет Ґурукул Канґрі в Харідварі,
- Інститут професійної підготовки імені Ґ'яні Індера Сінґха в Деградуні,
- Деградунський технологічний інститут в Деградуні,
- Університет нафти і енергетики в Деградуні,
- Університет Доон в Деградуні,
- Інженерний коледж імені Ґовінда Баллабха Панта в Паурі,
- Інститут Амрапалі в Халдвані,
- Кумаонський інженерний коледж в Дварахаті.

Ґархвальський і Кумаонський університети було засновано в 1973 році в рамках програми підвищення регіональної самосвідомості, що згодом зіграло істотну роль у виділенні Уттаракханду в окремий штат. В Уттаракханді також є кілька відомих спеціалізованих шкіл та інтернатів, зокрема:

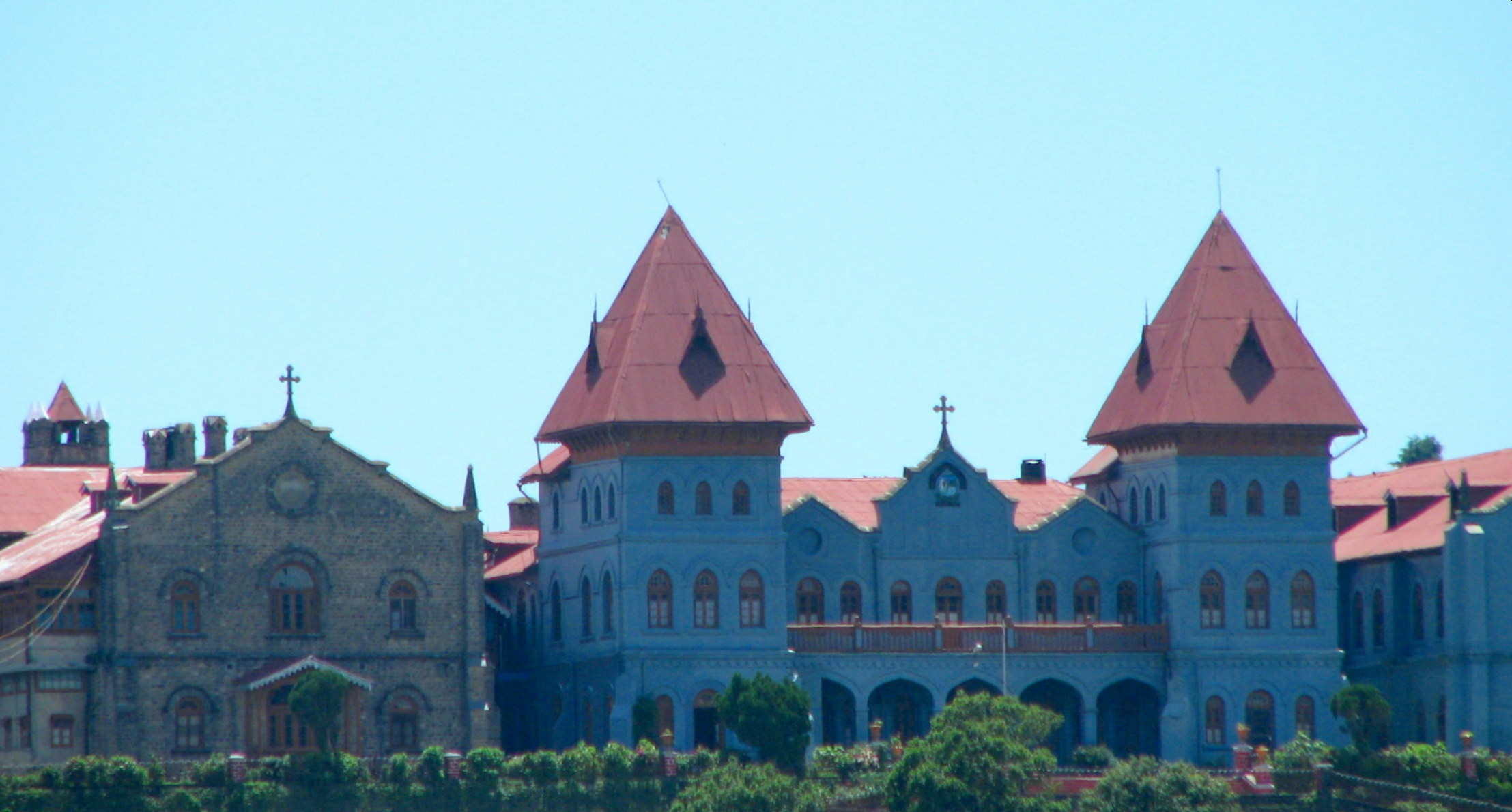
Коледж св. Джозефа в Найніталі

- Школа для дівчат імені Велхама (Welham Girls' School) в Деградуні,
- Школа для хлопчиків імені Велхама (Welham Boys' School) в Деградуні,
- Школа Доона (The Doon School) в Деградуні,
- Коледж св. Томаса (St. Thomas college) в Деградуні,
- Академія св. Джозефа (St. Joseph Academy) в Деградуні,
- Школа Вудсток (Woodstock School) в Масурі,
- Бірла Від'я Нікетан (Birla Vidya Niketan) в Найніталі,
- Школа Сайнік в Ґхоракалі (Sainik School Ghorakhal),
- Індійський військовий коледж Раштрія (Rashtriya Indian Military College, RIMC) в Деградуні,
- Азійська школа (The Asian School) в Деградуні,
- Школа спадщини (The Heritage School) в Деградуні,
- Меморіальна школа Ґ. Д. Бірли (G D Birla Memorial School) в Ранікхеті,
- Коледж св. Джозефа (St. Joseph's College) в Найтіталі,
- Світова школа Селакі (Selaqui World School) в Деградуні,
- Шервудський коледж (Sherwood College) в Найніталі.

Ці школи відвідували кілька відомих індійських діячів, включно з кількома прем'єр-міністрами Індії та кількома кінозірками.
Історично Уттаракханд вважається територією, де були записані Веди, Шастри і епічна поема Махабхарата. Крім того, славу світової столиці йоги має місто Рішікеш, в якому діють багато шкіл усіх її напрямків.

## Ресурси Інтернету
- Офіційна сторінка уряду штату (англ.)
- eUttaranchal — портал штату (англ.)
- Uttaranchal-India — портал штату (англ.)
- Уттаракханд (путівник по храмам) Индия по-русски (рос.)
- Бібліографія про Уттаракханд Uttarakhand.org (англ.)
- Uttarakhand Worldwide (англ.)
- Uttaranchal Online (англ.)
- Uttarakhand Your India Portal (англ.)